# Bassella
Bassella est une commune de la comarque de l'Alt Urgell dans la Province de Lleida en Catalogne (Espagne).

## Géographie
Commune située dans les Pyrénées entre Puigcerdà et Lérida.